# 阿爾伯特·比爾施塔特
阿爾伯特·比爾施塔特（德語：Albert Bierstadt，1830年1月7日至1902年2月18日）是一位德裔美國風景畫家，以其繪製的美國西部風景畫名噪一時。他參與了多次的西部扩张旅行，是最早開始繪製美國西部風景的畫家之一。
他雖然出生於德國，但在一歲的時候就被雙親帶到了美國。後來他也曾回到德國的杜塞爾多夫學習繪畫技巧。比爾施塔特是哈德遜河派的重要成員之一，他的作品也像畫派裡面的其他畫家那樣充滿浪漫主義气息。此外，他有時也和另外一位西部風景畫家托馬斯·莫蘭一起被劃到所謂的“落基山畫派”（Rocky Mountain School）中。

## 生平

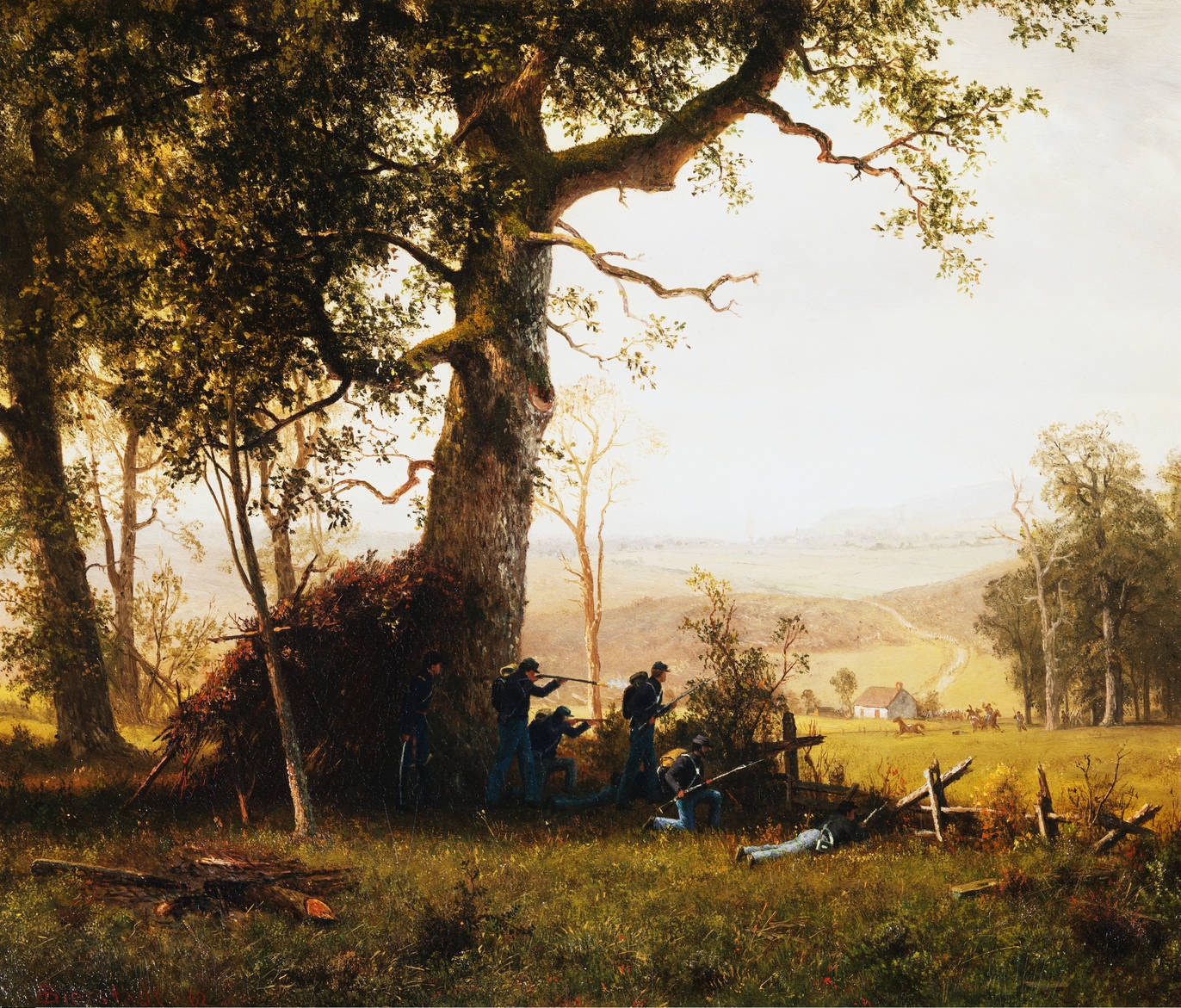
《游擊戰，內戰》，1862年，世紀協會

比爾施塔特在1830年出生於普魯士萊茵省的索林根，次年雙親移民美國馬薩諸塞州新伯福，他也隨之前往。年少時便顯示出繪畫的才能，1851年開始學習油畫。
1853年比爾施塔特返回德國，在杜塞爾多夫學習了數年時間，1857年返回新伯福。在這之後他曾擔任過短期繪畫教師，後來開始專職繪畫。1858年在國家設計學院展出了一張大幅瑞士風景畫，這幅畫得到了學界好評，也使得他後來得以躋身此學院中。 此後的一段時期內，比爾施塔特主要在新英格蘭和紐約上州繪製作品，當然也在哈德遜河派畫家常前往的哈得遜河谷取材。
1859年，比爾施塔特和美國政府的土地測量師弗雷德里克·W·蘭德結伴西行，並從此行中獲得了不少啟發。四年後與作家菲茨·休·勒德洛再次前往西部。他曾於1861年在軍營里呆過一段時間，但實際上并未服役。整个内战期間，他出錢找人代替自己去服了兵役，因此得以繼續作畫。基於其短暫的军旅生活，他繪製了《游擊戰，內戰》（Guerilla Warfare, Civil War）。
1860年比爾施塔特被選入國家設計學院，後來又獲得了來自奧地利、巴伐利亞、比利時和德國的獎章。 1867年前往倫敦旅行，在一場維多利亞女王舉辦的私人聚會上展出了兩幅風景畫。 隨後比爾施塔特花費了兩年時間周遊歐洲，以拓寬其作品銷售的市場。
回國後比爾施塔特在1871年前往地貌奇特的黃石國家公園，其作品很大程度上推進了美國國會1872年黃石公園法案（Yellowstone Park Bill）的進程。之後國會以一萬美元的價格從比爾施塔特那裡購買了一幅大型的畫作。比爾施塔特的名聲從此鵲起，許多西行的探險家都曾邀請他同行，後來艾奇遜，托皮卡和聖塔菲鐵路也委派他前往科羅拉多大峽谷進行創作和考察。
雖然比爾施塔特在當時非常出名，但也有些同行批評他的浪漫主義風格和對光線的使用過於誇張， 又因為其作品對於宣傳美國西部的“希望之鄉”形象來說作用不小，因此也被批評過度商業化。
比爾施塔特的妻子羅莎莉（Rosalie）原本是菲茨·休·勒德洛之妻，後來改嫁給比爾施塔特，她在1876年被確診患有肺結核，直到羅莎莉1893年逝世為止，比爾施塔特都一直陪著她呆在氣候溫和的拿騷。 期間1882年他在紐約州歐文頓的畫室失火，因而損失了大量的作品。
比爾施塔特一生中創作了超過500幅畫作，是一位非常多產的畫家。 在晚年聲譽漸衰，被大眾所遺忘。1902年逝世，葬在老家新伯福的鄉村公墓中。1960年代比爾施塔特和他的作品又開始被媒體提及，因而回到了大眾的視野中。

## 作品選

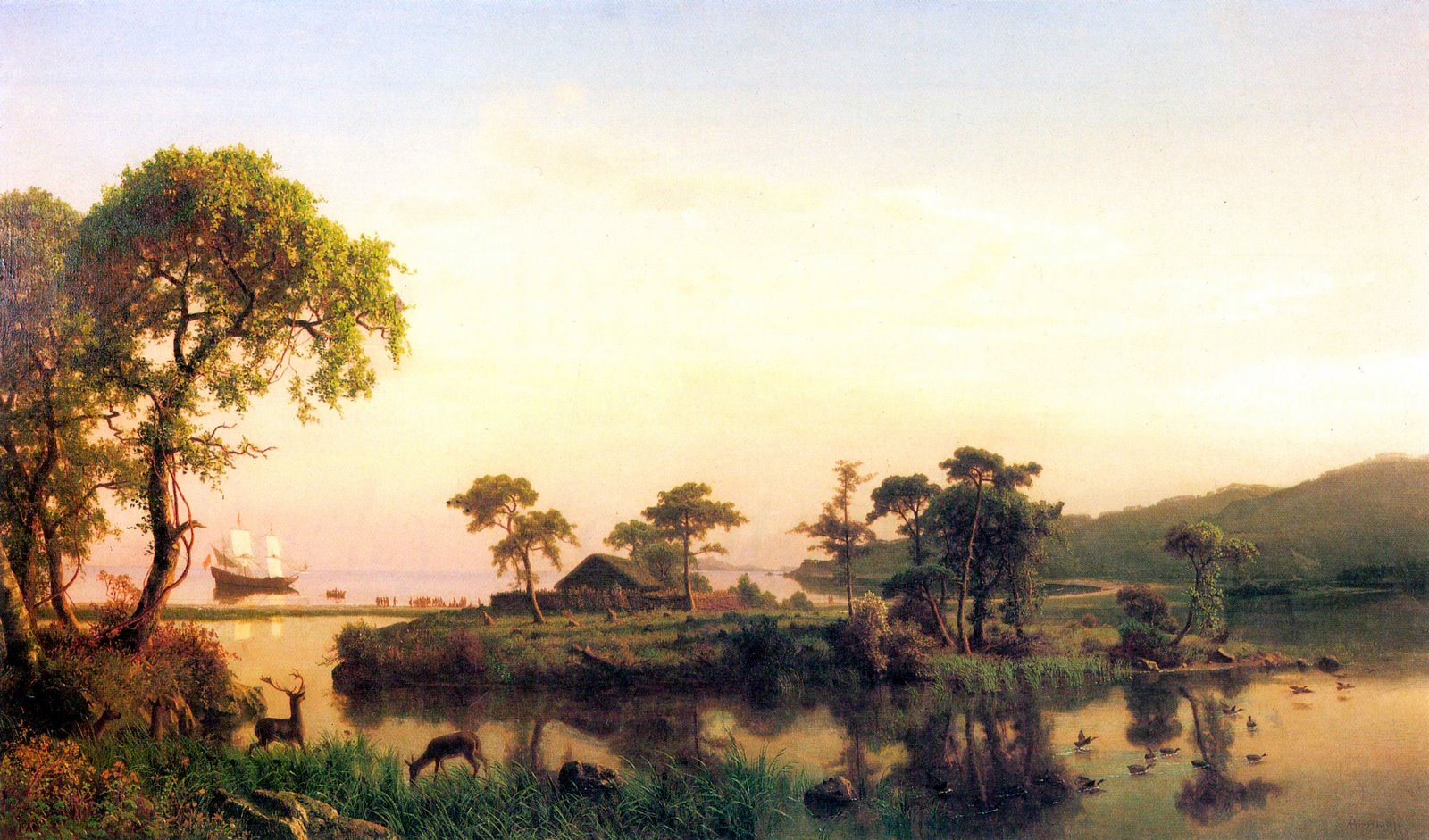
《Gosnold at Cuttyhunk》，約1858年，新貝德福德捕鯨博物館
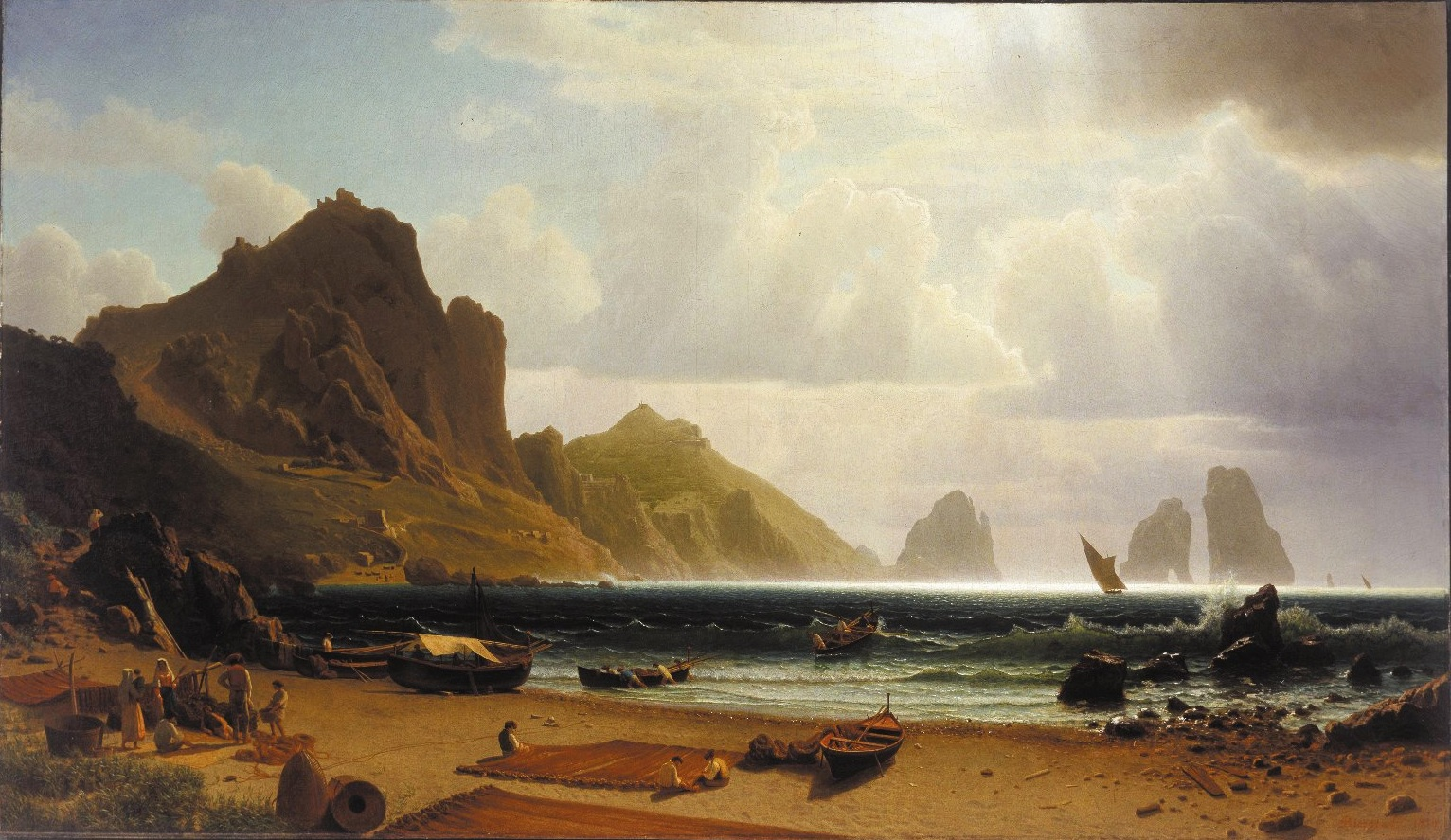
《The Marina Piccdola, Capri》，1859年，奧爾布賴特-諾克斯畫廊
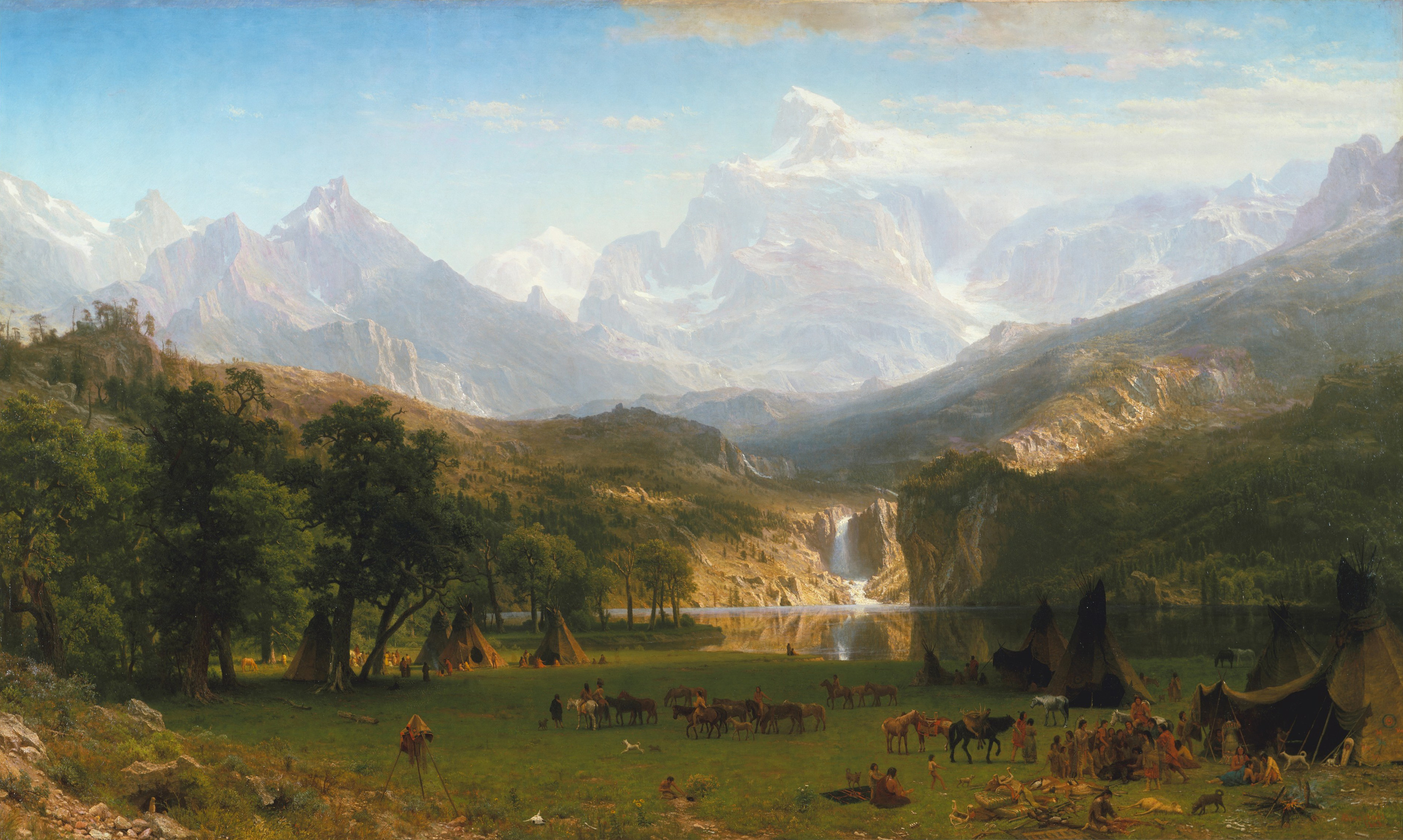
《落基山脈，蘭德峰》（The Rocky Mountains, Lander's Peak），1863年，大都會藝術博物館
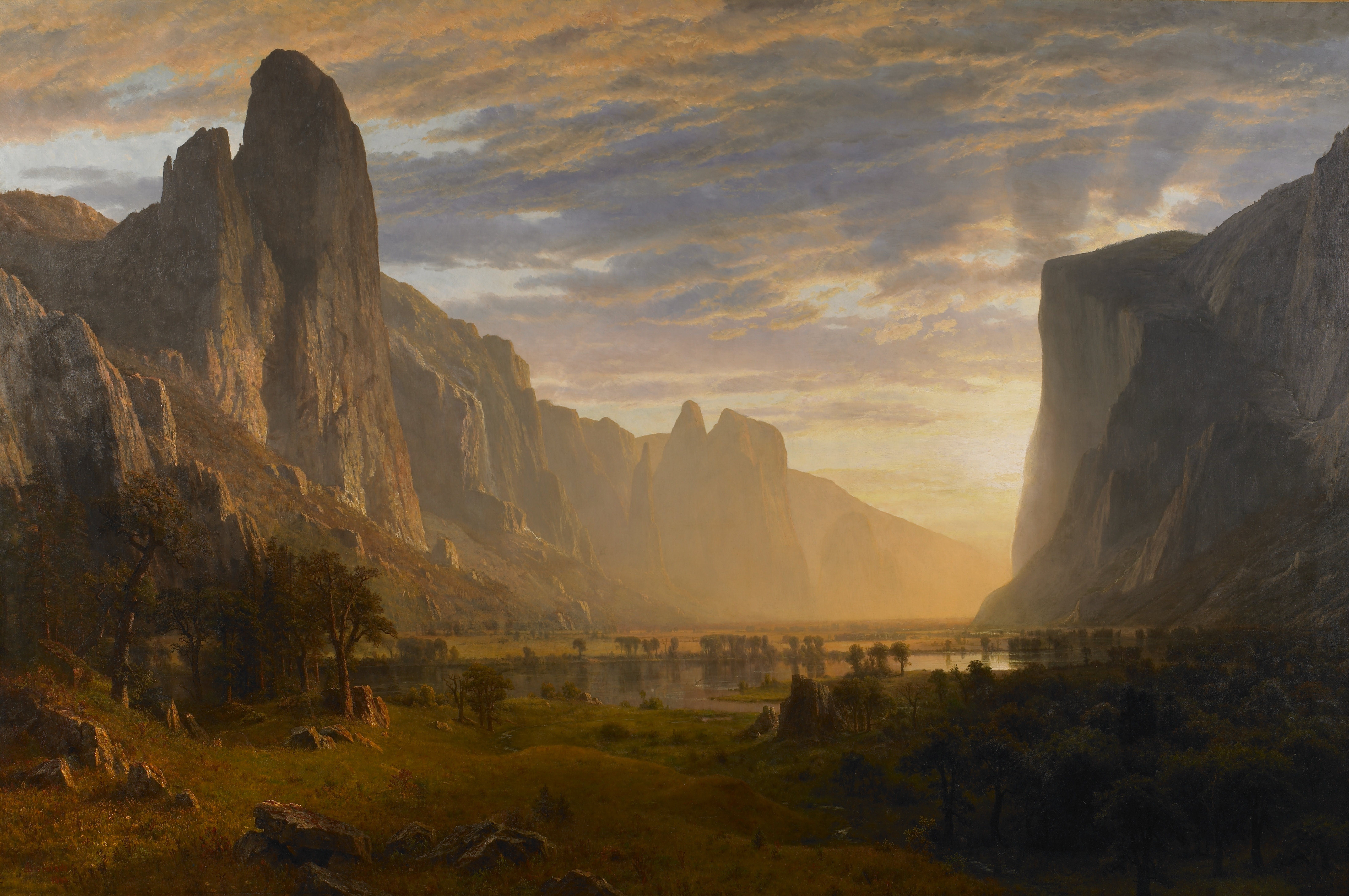
《俯瞰加州優勝美地峽谷》（Looking Down Yosemite Valley），1865年，伯明翰藝術博物館
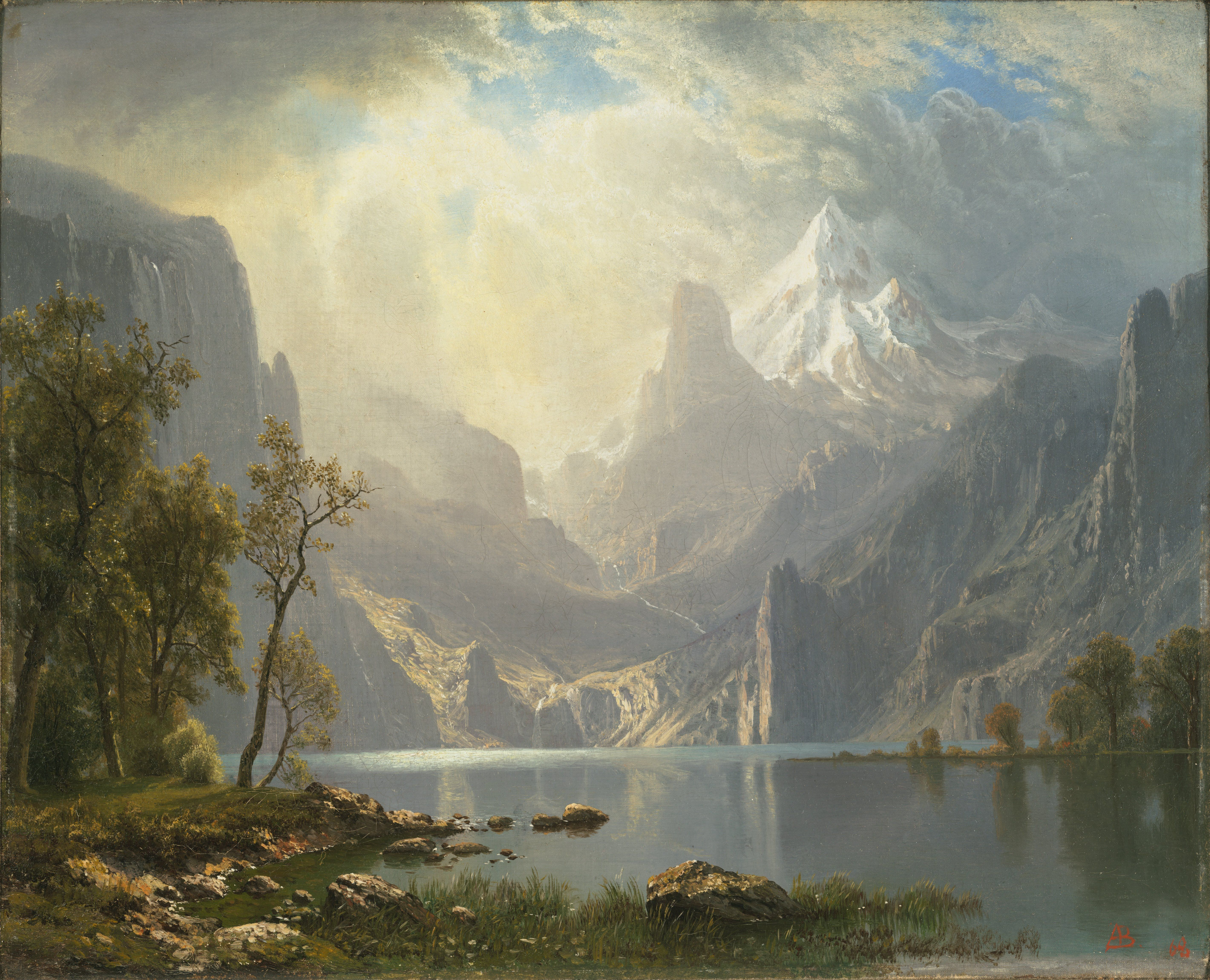
《太浩湖》（Lake Tahoe），1868年，福格藝術博物館
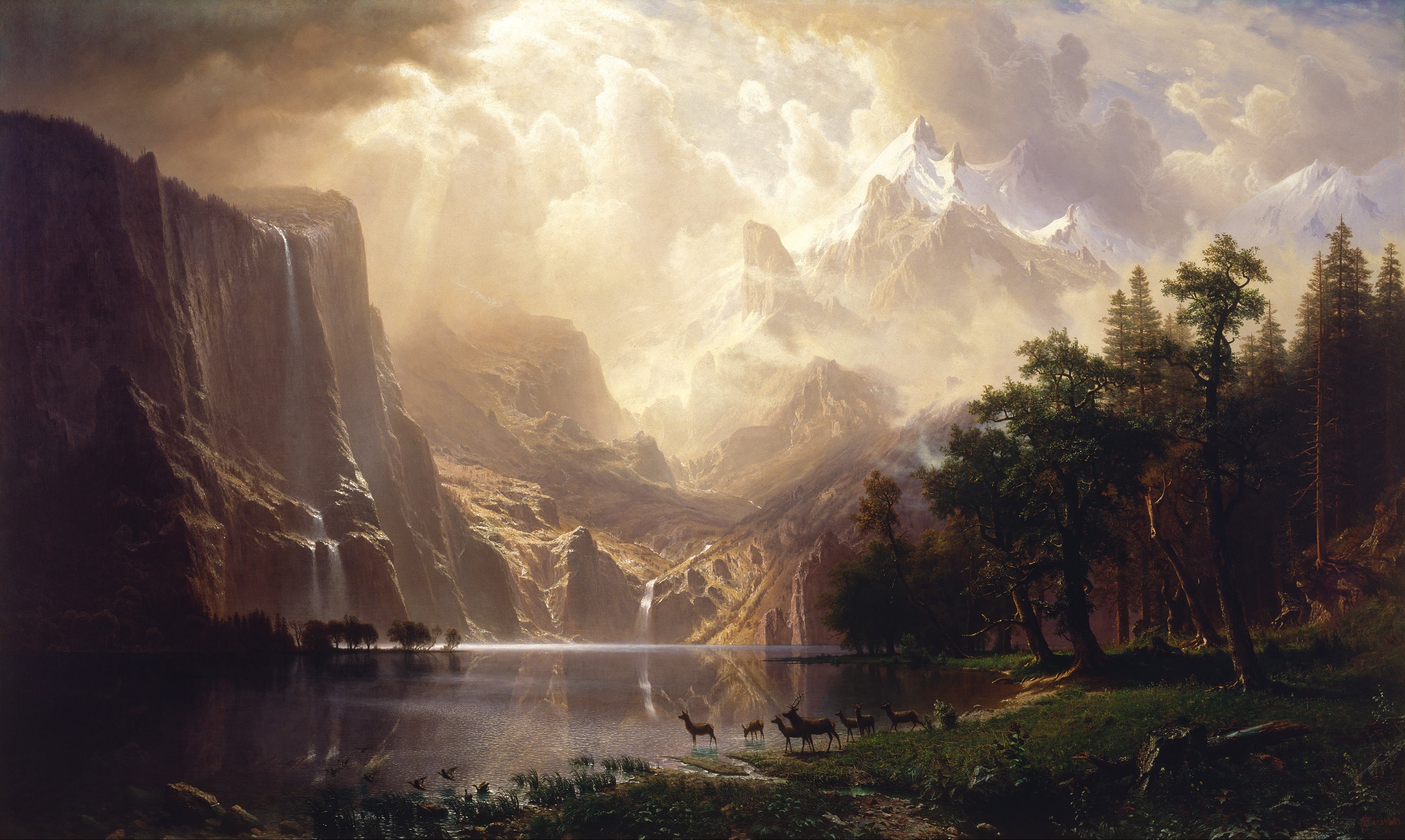
《加利福尼亞州，內華達山脈之中》（Among the Sierra Nevada Mountains, California），1868年，史密森尼美國藝術博物館
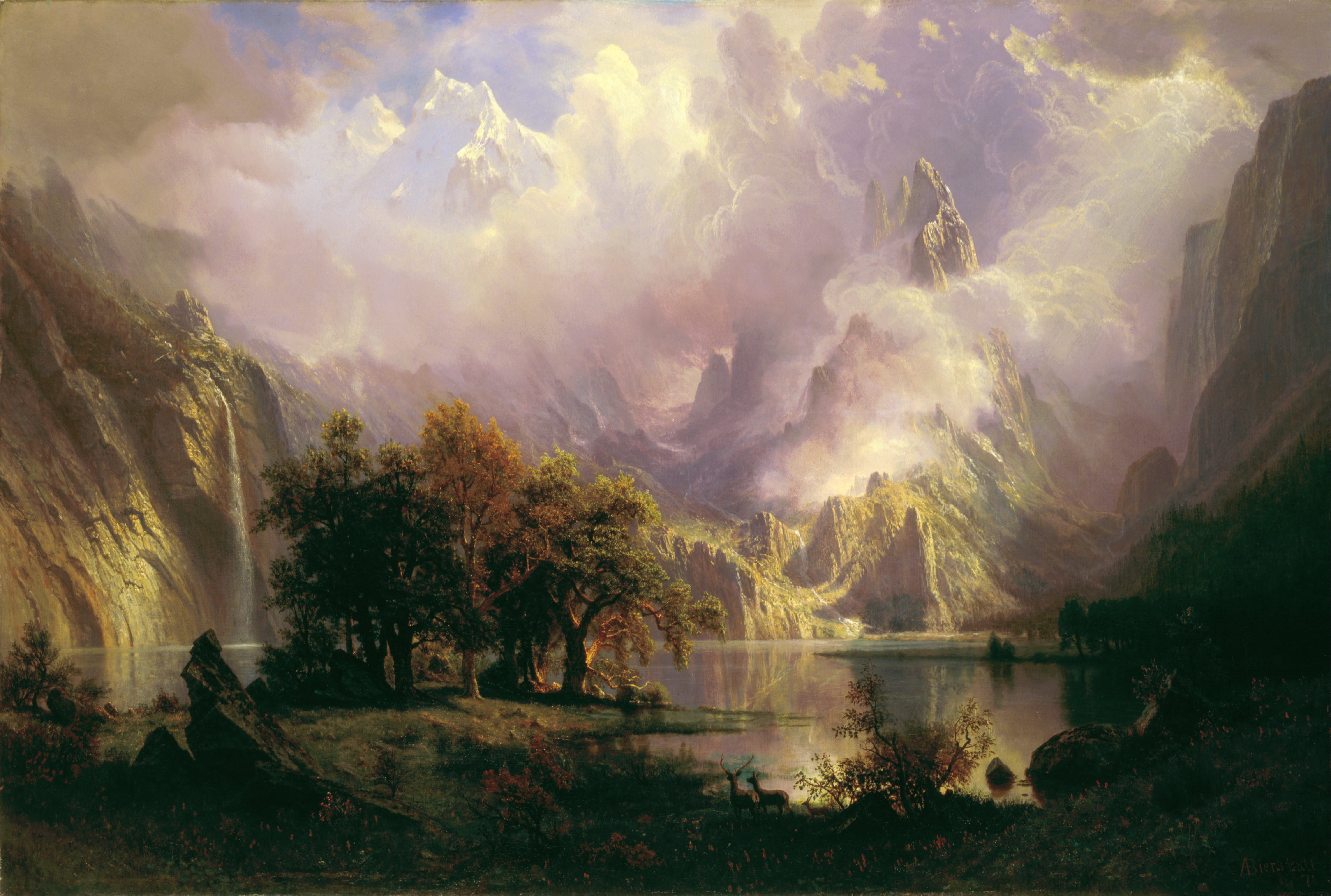
《落基山風景》（Rocky Mountain Landscape），1870年，白宮
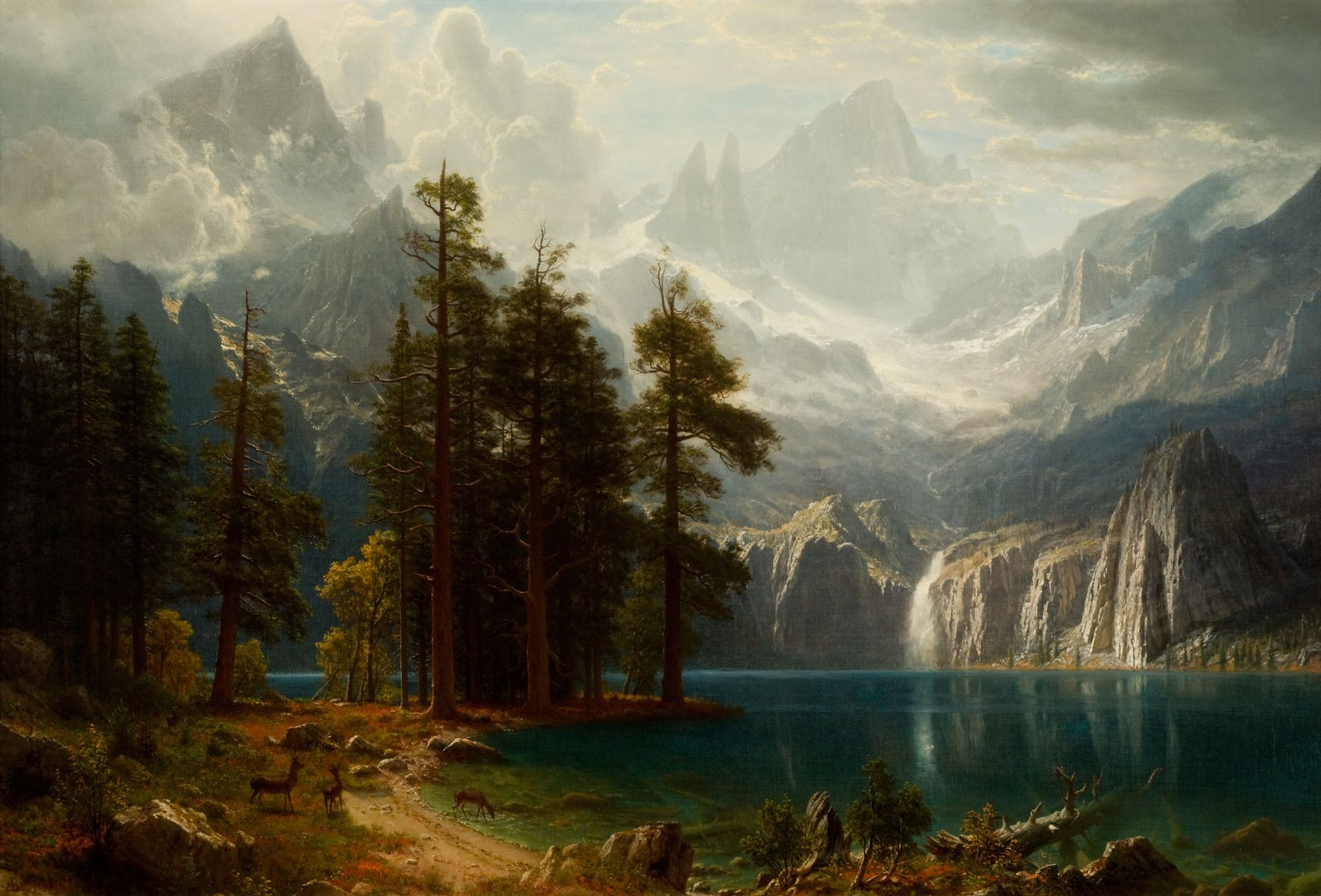
《內華達山脈》（Sierra Nevada），約1871年–1873年，雷諾達美國藝術博物館
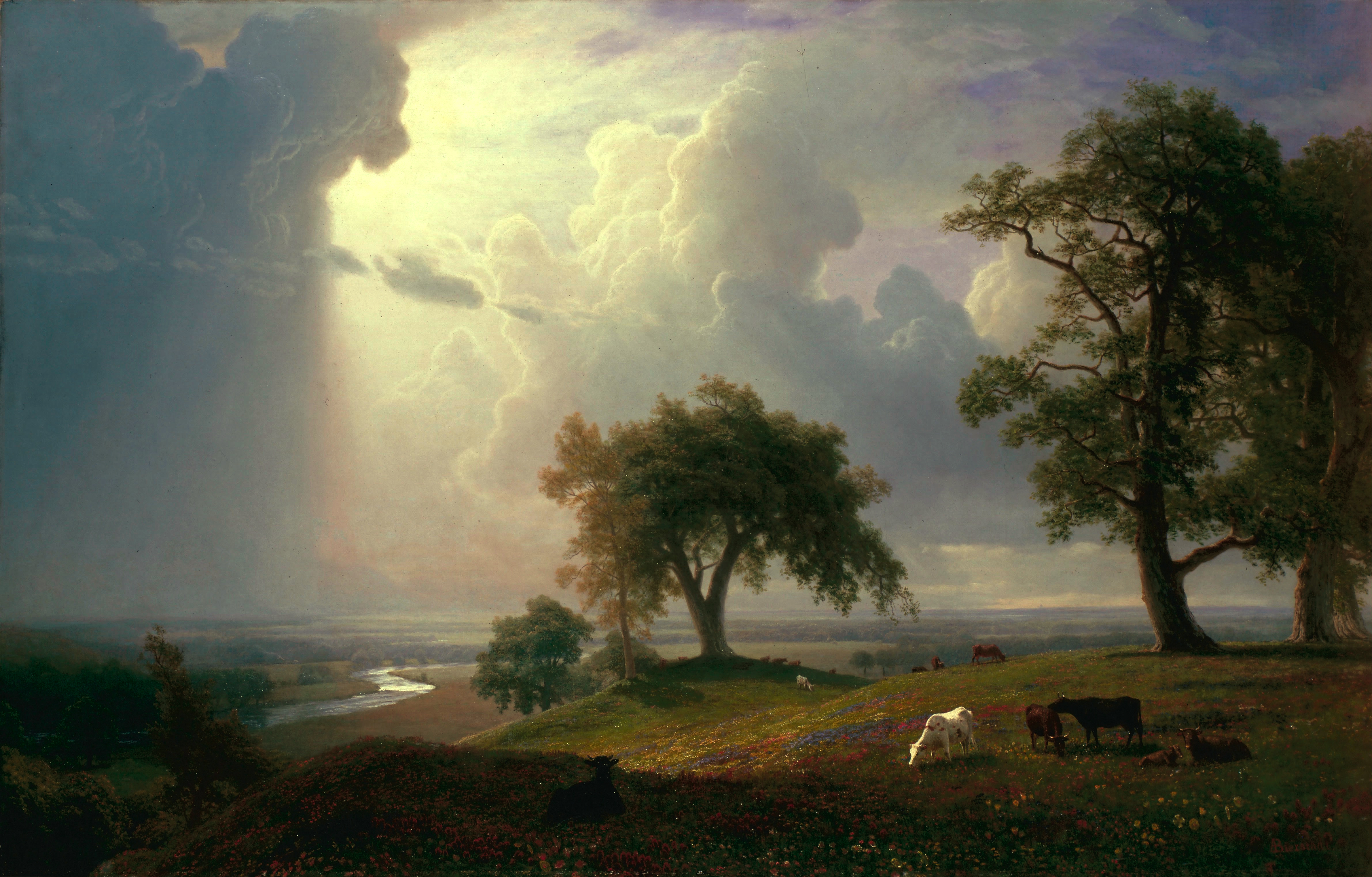
《California Spring》，1875年，旧金山美术馆

## 遺產

《The Last of the Buffalo》，1888年，科科倫藝術館

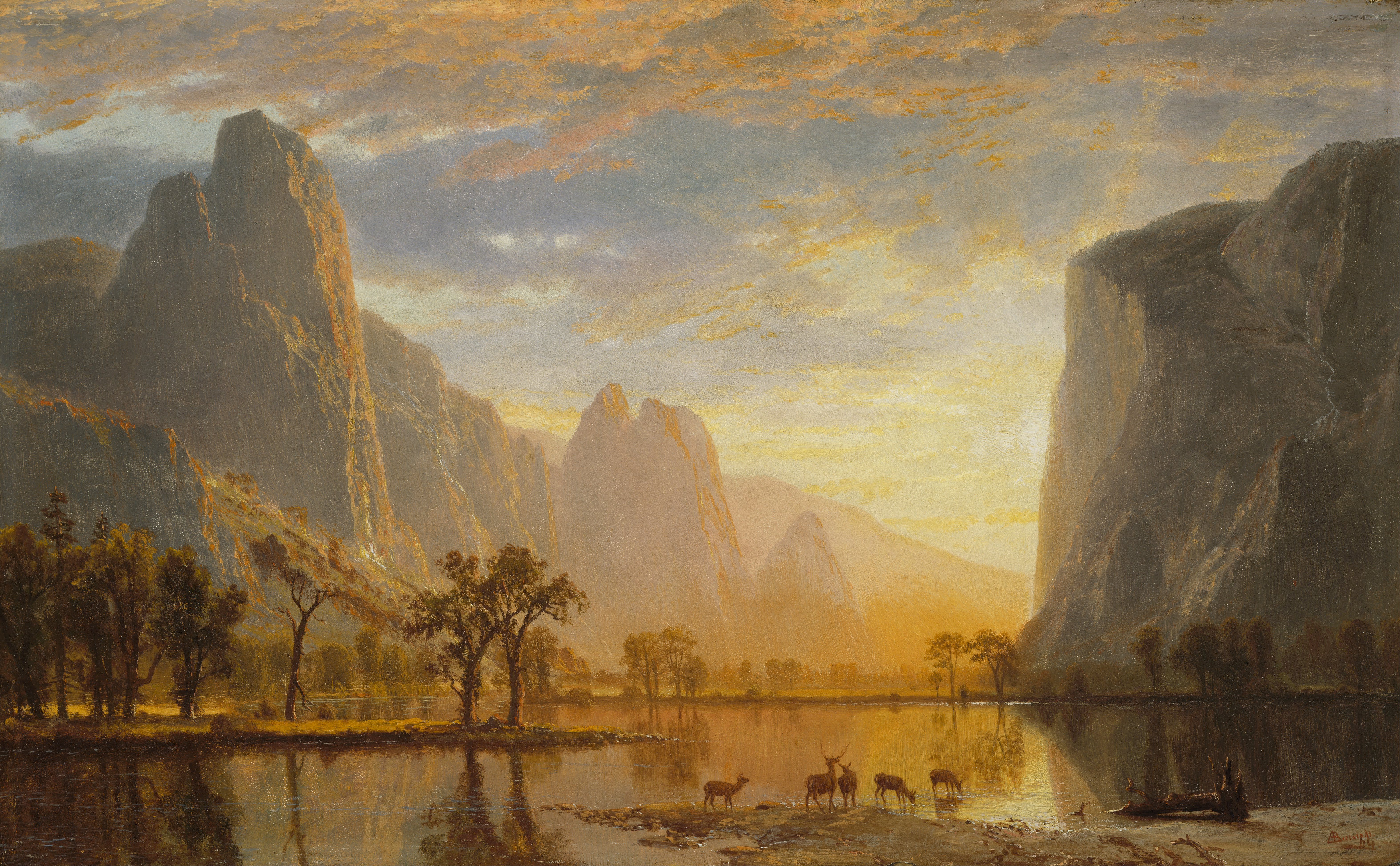
《Valley of the Yosemite》，1864年，波士頓美術館

- 科羅拉多州的比爾施塔特山和比爾施塔特湖都是以其名字命名的。此外他還可能是最早登頂落基山脈比爾施塔特山不遠處的埃爾斯山的歐洲人。[13]  其實原來此山由比爾施塔特取名為羅莎山（Mount Rosa），此名來自瑞士的罗莎峰和他未來的妻子羅莎莉·勒德洛（Rosalie Ludlow）。
- 1998年，美國郵政管理局發行了一套20枚的郵票，題為“Four Centuries of American Art”（美國藝術四百年），其中包含比爾施塔特的畫作《The Last of the Buffalo》。[14]  2008年此機構發行的另一套郵票“American Treasures”（美國珍寶）則包含比爾施塔特1864年的作品《Valley of the Yosemite》[15]，此畫在1995年電影《十二隻猴子》中也有出現。[16][17]

## 擴展閱讀
- . New York: The Metropolitan Museum of Art. 1987. ISBN 9780870994968. 外部链接存在于|title= (帮助)
- Anderson, Nancy K. et al.  Albert Bierstadt, Art & Enterprise, Hudson Hills Press, Inc.: New York, New York, 1990.
- Barringer, Tim and Wilton, Andrew. American Sublime: Landscape Painting in the United States 1820-1880, Princeton University Press, 2002. ISBN 0-691-09670-8
- Hendricks, Gordon.  Albert Bierstadt, Painter of the American West, Harrison House/Harry N. Abrams, Inc.: New York, New York 1988.

## 外部連結
- White Mountain paintings by Albert Bierstadt
- Museum of Nebraska Art MONA Moment
- Gallery of Bierstadt's Paintings （页面存档备份，存于）
- The Winterthur Library （页面存档备份，存于） Overview of an archival collection on Albert Bierstadt.
- Albert Bierstadt Paintings Gallery （页面存档备份，存于） 345 images online
- The R.W. Norton Art Gallery: Albert Bierstadt's Biography
- 在Find a Grave上的阿爾伯特·比爾施塔特